# Neotorularia qingshuiheense
Neotorularia qingshuiheense är en korsblommig växtart som först beskrevs av Yu Chuan Ma och Zheng Yin Zhu, och fick sitt nu gällande namn av Al-shehbaz, O'kane och Guang Yang. Neotorularia qingshuiheense ingår i släktet Neotorularia och familjen korsblommiga växter. Inga underarter finns listade i Catalogue of Life.